# 稲垣美和子
稲垣 美和子（いながき みわこ、10月9日 - ）は、日本の女性声優。岐阜県出身。 身長154cm、血液型はO型。ケンユウオフィスに所属していた。

## 出演
太字はメインキャラクター。

### テレビアニメ
2004年
- しましまとらのしまじろう（リスの妹）

2006年
- DEATH NOTE（相沢恵利子）

### ゲーム
- テイルズ オブ ヴァールハイト（ヴィラ・ツァールハイト）

### 教材
- お先にどうぞありがとう（ママ）
- 地球SOS 地球が熱を出している（アスカ）

### 吹き替え
- ゴッド・クローン（ミワコ）
- リーサルドーズ (ジェニー)

### CD
- 最遊記RELOAD（子供）
- しあわせにできるシリーズ（奈津実、佐藤由美）
- 世界の全てが敵だとしても（女性B）